# Vaxdynlav
Vaxdynlav (Micarea adnata) är en lavart som beskrevs av Coppins. Vaxdynlav ingår i släktet Micarea och familjen Pilocarpaceae.  Arten är reproducerande i Sverige. Inga underarter finns listade i Catalogue of Life.